# Kompolt
Kompolt là một thị trấn thuộc hạt Heves, Hungary. Thị trấn này có diện tích 22,73 km², dân số năm 2010 là 2136 người, mật độ 94 người/km².